# روس باس
روس باس هو سياسي أمريكي، ولد في 17 مارس 1918 في بولاسكي في الولايات المتحدة، وتوفي في 1993 في ميامي شورز في الولايات المتحدة بسبب سرطان الرئة. نشط حزبياً في الحزب الديمقراطي.

## مناصب
- انتخب عضو مجلس الشيوخ الأمريكي [الإنجليزية]‏ عن دائرة Tennessee Class 2 senate seat ‏ وقد انضم خلال فترته النيابية [الإنجليزية]‏ (3 يناير 1965 – 3 يناير 1967) للكتلة البرلمانية الحزب الديمقراطي.
- انتخب عضو مجلس الشيوخ الأمريكي [الإنجليزية]‏ عن دائرة Tennessee Class 2 senate seat ‏ وقد انضم خلال فترته النيابية [الإنجليزية]‏ (4 نوفمبر 1964 – 3 يناير 1965) للكتلة البرلمانية الحزب الديمقراطي.
- انتخب عضو مجلس النواب الأمريكي.
- انتخب عضو مجلس الشيوخ الأمريكي [الإنجليزية]‏ عن دائرة تينيسي.